# Gaspar Sangurima
Gaspar Sangurima López, conocido como El Lluqui (el zurdo, en [kichwa/quechua/quichua]), (Cuenca o Ludo, ca. 1780 – Ibidem, 5 de noviembre de 1835) fue un reconocido artista y escultor ecuatoriano.

## Trayectoria
Fue hijo de Gregorio Sangurima y Francisca López, y no tuvo ningún tipo de educación debido a una falta de recursos económicos de su familia. Sin embargo, tenía una gran curiosidad por el arte y se convirtió un icono del arte colonial cuencano. Fue autodidacta y aprendió joyería, escultura, carpintería y ebanistería. Simón Bolívar propuso a Sangurima dirigir la primera Escuela de Artes de la ciudad de Cuenca en 1822 después de haberle esculpido un busto en mármol.

El escritor Lucio Salazar Tamariz habla de Sangurima en su libro Una comarca y sus destellos: semblanzas instantáneas:
«Creció en un repliegue de esa serranía nuestra, mirando, con sus ojos tristes y humildes, la rutilante claridad de los amaneceres de esta tierra, o la cárdena herida que se abre en el cielo cuando el sol se hunde en el poniente; mirando el milagro de las flores que han abierto sus corolas al beso del rocío mañanero; y el verdor tendido de los campos, y el alto verdor de los árboles; el oleaje inquieto de los sembríos y el viaje cristalino de los ríos; la lluvia delgadita y constante que invita a la tristeza, o la tempestad que sobrecoge al desparramar por todo el horizonte el clarol de los relámpagos y el retumbar del trueno».
Creó una escuela que, a su muerte en 1780 fue continuada por sus hijos Cayetano y José María, y posteriormente por los artistas Miguel Vélez y Alvarado. Muchas de sus obras se encuentran en las iglesias de la ciudad.

## Reconocimientos
El general Antonio José de Sucre renombró la calle Novena de Cuenca con el nombre de Gaspar Sangurima en su honor en 1822. Posteriormente, el Cabildo colocó una placa en su honor ubicada en la esquina de las calles Gaspar Sangurima y General Torres, donde se localizaba el taller de Sangurima. Y, cada año, la Municipalidad de Cuenca entrega la presea Gaspar Sangurima.